# برد گوری دزداران ۳
برد گوری دزداران ۳ در شهرستان فارسان، روستای دو آب صمصامی واقع شده و این اثر در تاریخ ۸ خرداد ۱۳۸۰ با شمارهٔ ثبت ۳۸۶۸ به‌عنوان یکی از آثار ملی ایران به ثبت رسیده است.